# Fernandoa madagascariensis
Fernandoa madagascariensis là một loài thực vật có hoa trong họ Chùm ớt. Loài này được (Baker) A.H.Gentry mô tả khoa học đầu tiên năm 1975.